# Dörböd
Dörböd är ett autonomt härad för mongoler som lyder under Daqings stad på prefekturnivå i Heilongjiang-provinsen i nordöstra Kina.